# لوكاس ألبرت
لوكاس ألبرت (بالفرنسية: Lucas Albert)‏ هو لاعب دوري الرغبي فرنسي، ولد في 4 يوليو 1998 في قرقشونة في فرنسا.

## روابط خارجية
- لوكاس ألبرت على موقع ItsRugby.co.uk (الإنجليزية)